# Kvarteret Medusa

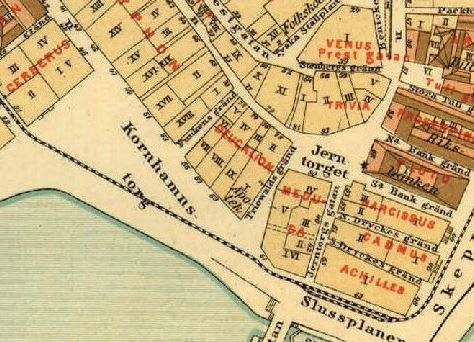
Kvarteret Medusa på A.R. Lundgrens karta från 1885.

Kvarteret Medusa är ett kvarter i Gamla stan i Stockholm. Kvarteret omges av Järntorget i norr, Järntorgsgatan i öster, Kornhamnstorg i söder och Triewaldsgränd i väster. Kvarteret består idag av fyra fastigheter: Medusa 1 och Medusa 3–5. Medusa 3, 4 och 5 ägs och förvaltas av AB Stadsholmen.

## Namnet
Nästan samtliga kvartersnamn i Gamla stan tillkom under 1600-talets senare del och är uppkallade efter begrepp (främst gudar) ur den grekiska och romerska mytologin. Medusa var i den grekiska mytologin den mest framträdande av de tre gorgonerna. Hon hade ormar på huvudet istället för hår och den som såg hennes ansikte förvandlades omedelbart till sten.

## Kvarteret

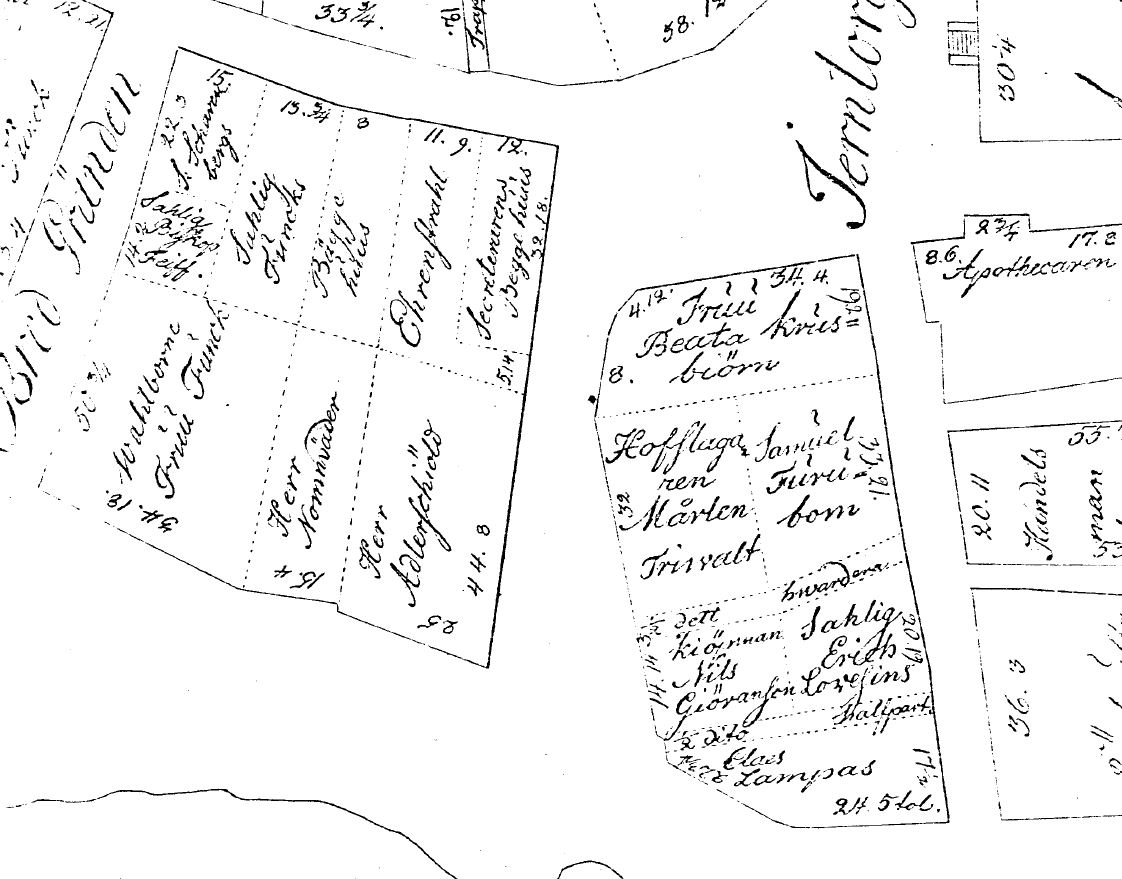
Tomtkarta från år 1700, (Medusa t.h.)

Kvarteret Medusa ligger strategiskt mellan två historiskt viktiga torg: Kornhamnstorg och Järntorget. På Järntorget (tidigare Kornhamn) stod stadens officiella järnvåg, som 1662 flyttades till Järngraven på Södermalm. Kornhamnstorg tillkom i samband med 1620-talets regleringar av stadens västra kvarter, efter den Stora branden 1625 och kallades även Åkaretorget, troligtvis därför att detta var en uppställningsplats för åkarnas vagnar. Kring kvarteret rådde mycket handel och trafik. Före 1685 omnämns Järntorgsgatan som Stora gatan eftersom den var Stadsholmens största infart söderifrån.
Kvarteret bildades genom sammanslagning av flera mindre medeltida kvarter som genomkorsades av två tvärgränder. De gick i öst-västlig riktning och figurerade på stadskartor och tomthandlingar till långt in på 1700-talet. Deras namn är idag okända. På en tomtkarta från år 1700 framgår tomtägarna, bland dem Mårten Triewald, som hade sin tomt vid dagens Triewalds gränd 3 (Medusa 5).

### Medusa 1
Fastigheten Medusa 1 (Kornhamnstorg 61, Slussplan 1-3) bestod ursprungligen av tre tomter. Vid 1600-talets slut ägdes de större tomterna av bryggaren Claes Lampa och köpmannen Nils Göransson. År 1781 uppfördes det nuvarande huset. Byggherre var Nils Forsström, varför byggnaden även kallas Forsströmska huset. Hans arkitekt var murmästaren Lorentz Kolmodin (1743-1826). Huset byggdes om 1877-1878 till kontor efter ritningar av arkitekt Johan Fredrik Åbom, som gestaltade en rik utsmyckat fasad i dåtidens smak. 1896 anpassades lokalerna för  Arbetarringens bank efter ritningar av Axel Gillberg. Husets öppna läge med huvudfasad mot Slussplan och Slussen blev en bra plats för reklamskyltar. På ett fotografi från 1930-talets slut är fasaden avskalad från alla tidigare putsutsmyckningar och täckt med neonreklam för bland annat ”Ovomaltine - Drycken som ger mera livskraft”, ”C.A. Åberg & Co” och ”Sörmlandsbanken”. På 1950-talets slut annonserade ”Firestone ringar”, ”Vikafors gummifabrik”, ”C.A. Åberg & Co kläder” och ”Lundins pälsar”. Idag lyser Expressen- och Dagens Nyheter-skyltarna på taket.

### Medusa 1 genom tiden

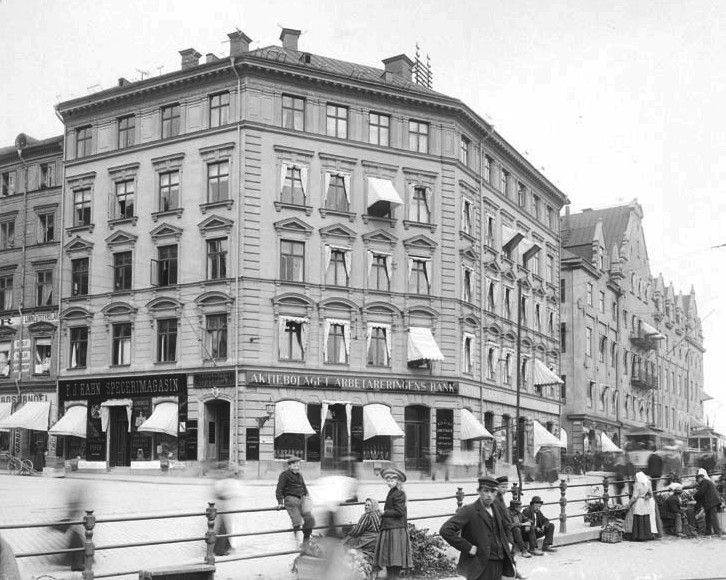
Mellan 1910 och 1914
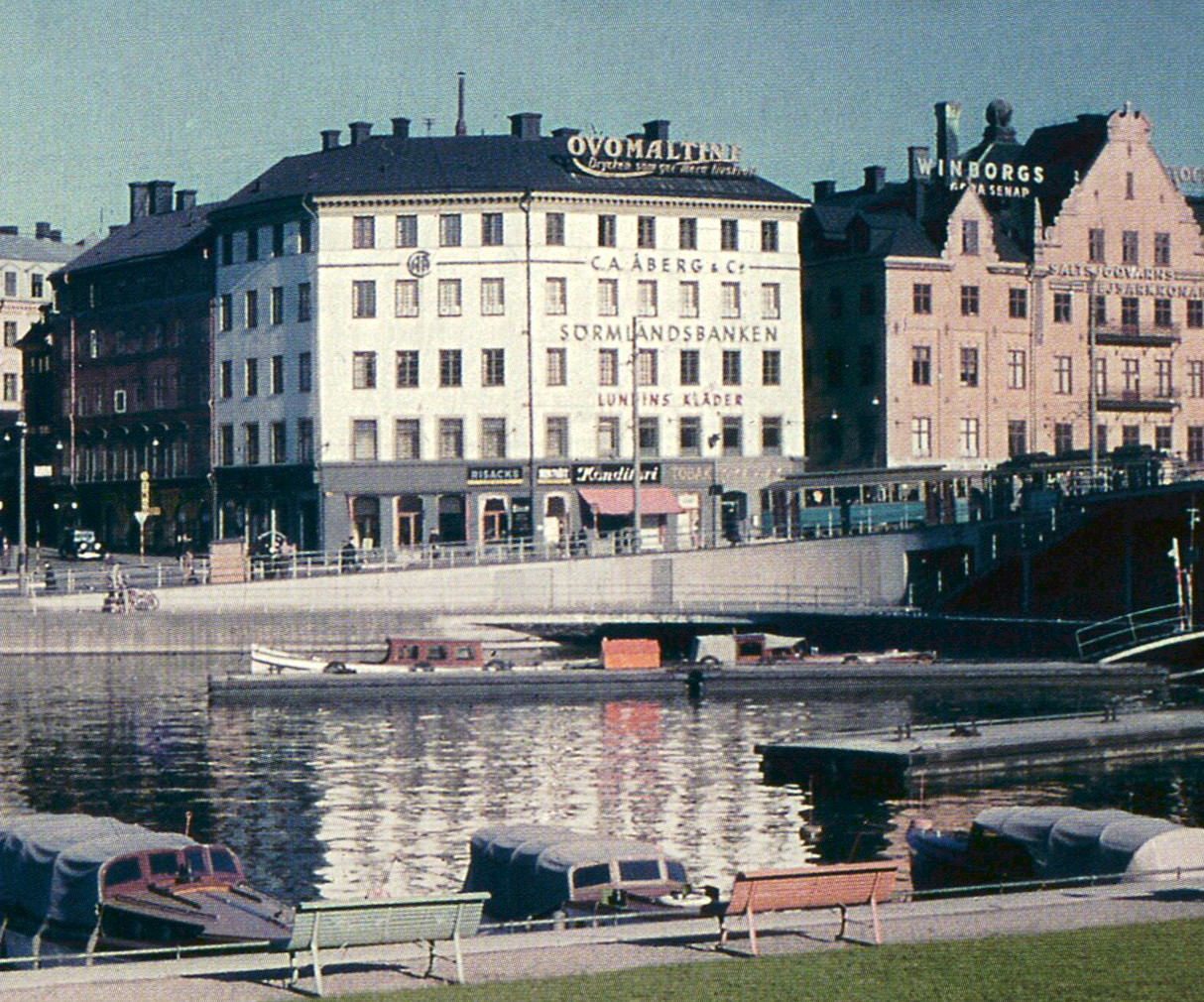
1938
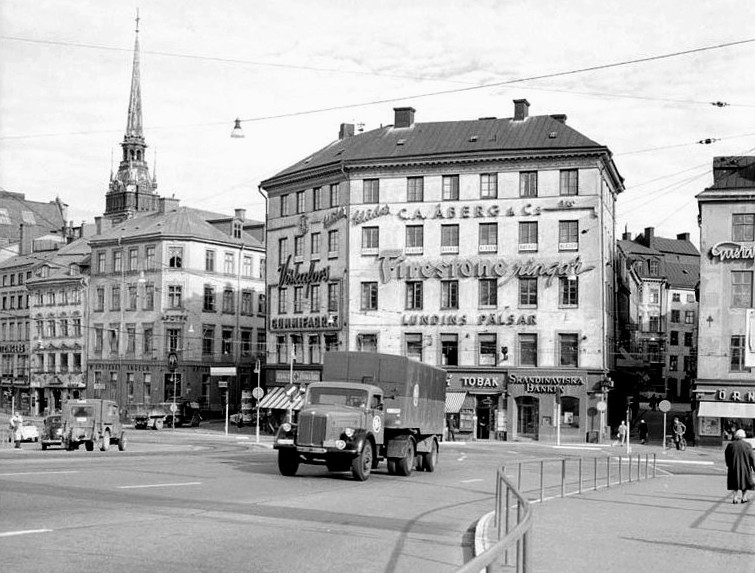
1959
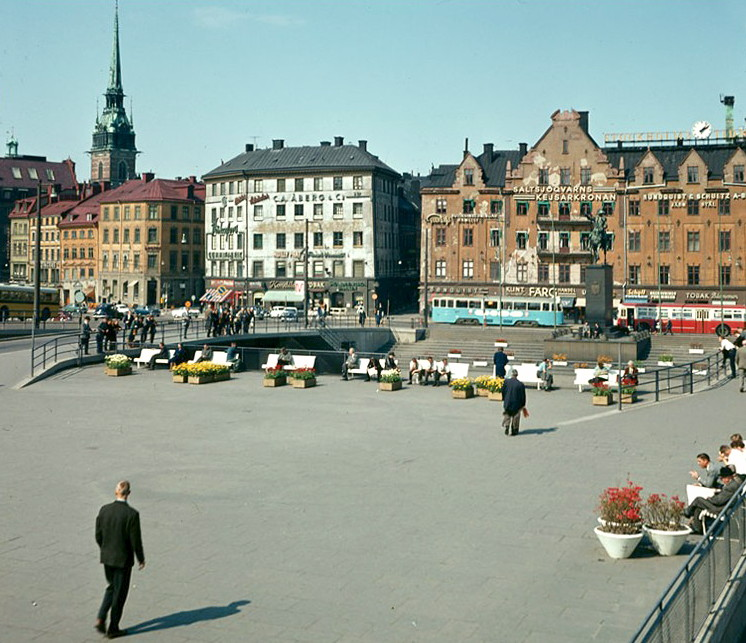
1963
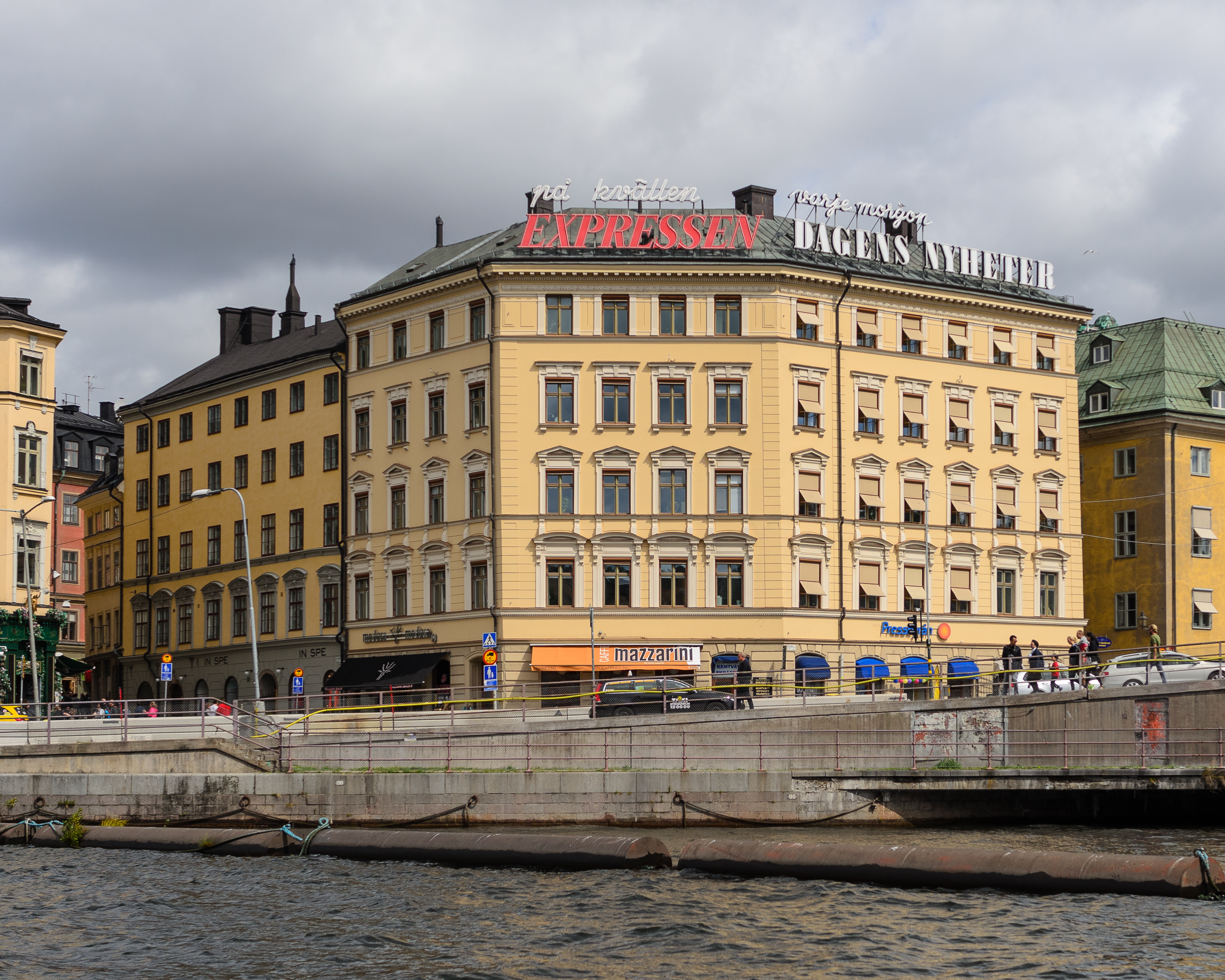
2015

### Medusa 4
Fastigheten Medusa 4 ligger mot Järntorget. Huset byggdes på 1600-talet och syns på Jean Le Pautres kopparstick efter en teckning av Erik Dahlbergh från Karl X Gustavs begravningståg i Stockholm 1660.  Under 1600-talet inrymdes Didrik Bökmans krog Blå Örn (eller Örnen) i fastighetens nordöstra hörn. 1861 förvärvades Medusa 4 av handlaren August Söderholm, som lät ”modernisera” fasaden.  1902 såldes fastigheten till AB Julius Slöör, en järn- och redskapshandel som grundades 1858 av Julius Slöör (1835-1876). Slöör ägde redan sedan 1873 delar av fastigheten Medusa 3 och 4 och hade sin järnaffär i hörnet mot Triewaldsgränd. Företaget lät 1909 genomföra en omfattande ombyggnad, både interiört som exteriör efter ritningar av arkitektkontoret Ullrich & Hallquisth. Då revs bland annat bottenvåningens bärande väggar och ersattes av stålbalkar och pelare och då tillkom även de fyra stora, burspråksliknande fönster på fasaden mot Järntorget. Företaget hade sina lokaler i hela bottenvåning och övervåningen. År 1965 sålde AB Julius Slöör fastigheten Medusa 4 till Jonzon & Co och 1970 upphörde verksamheten även i Medusa 3. Jonzon & Co sålde 1970 till Stockholms stad. Idag ägs fastigheten av Svenska Bostäder som har en Coop Nära-filial i bottenvåningen samt kontor och bostäder i de övre planen.

### Medusa 4 genom tiden

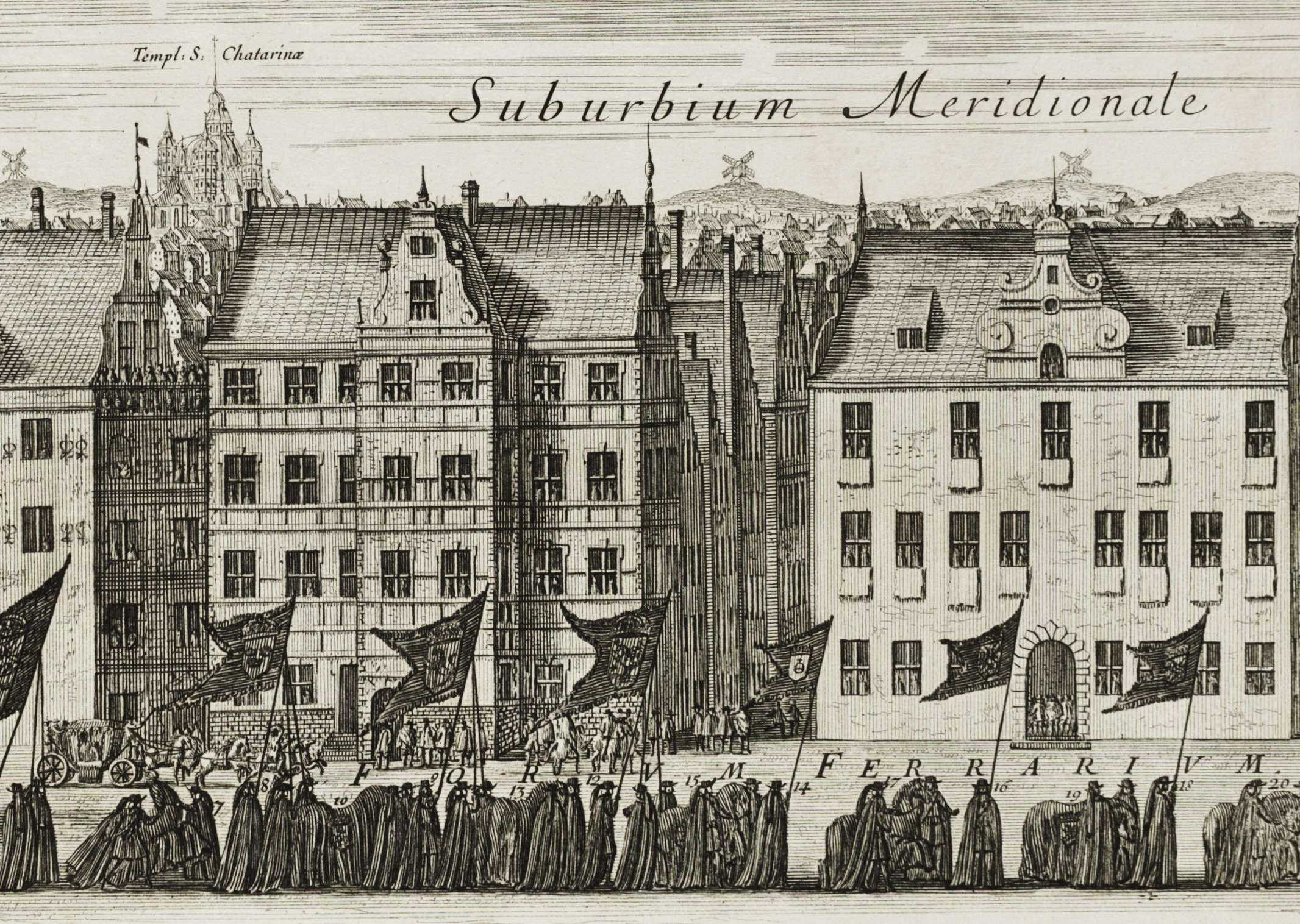
Narcissus 3 och Medusa 4, 1660
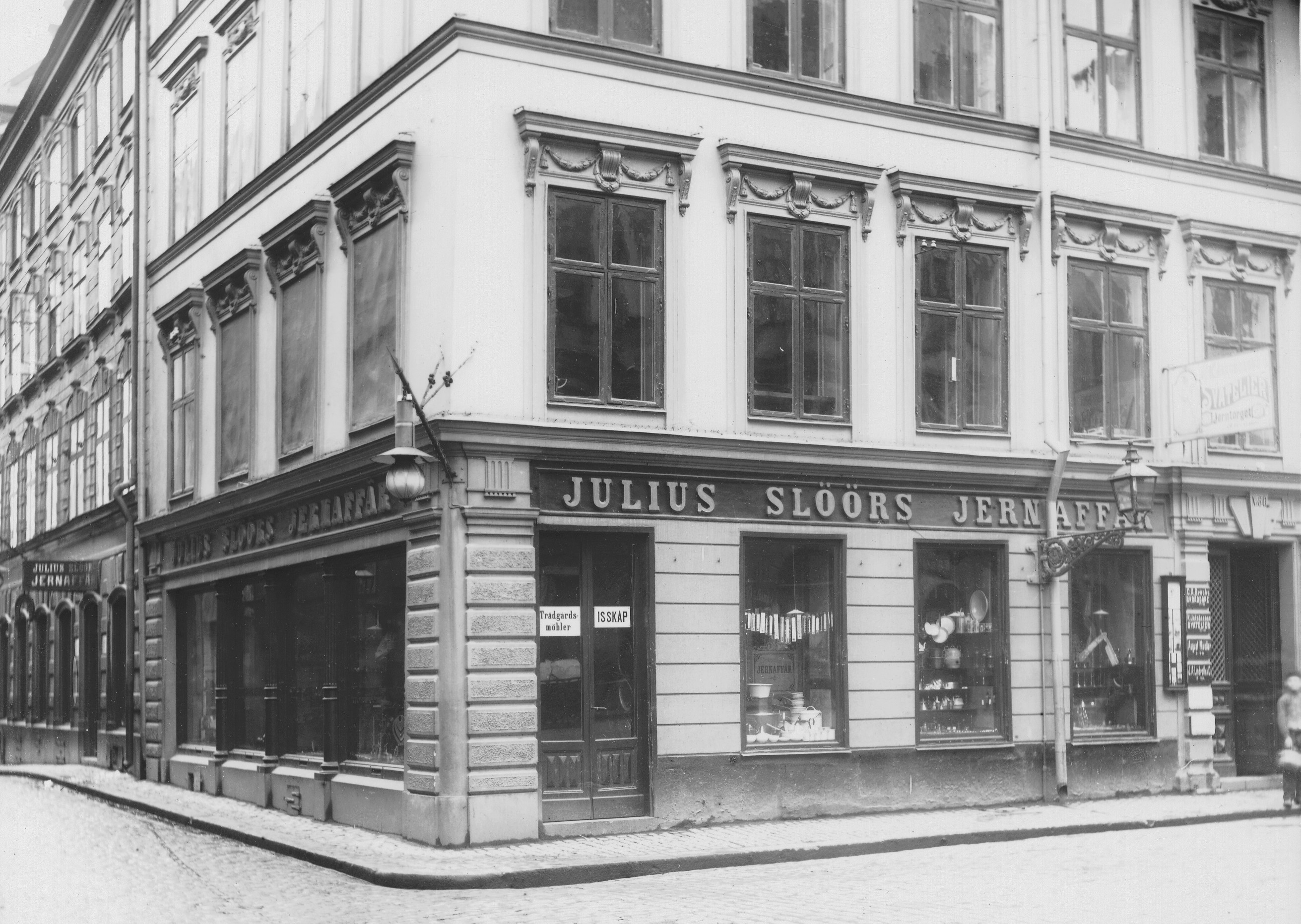
Medusa 4 och 3, 1898
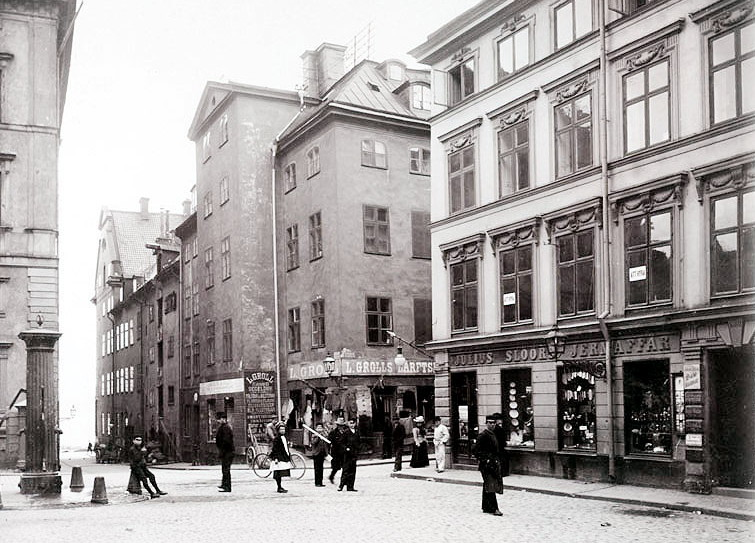
Narcissus 3 och Medusa 4, 1902
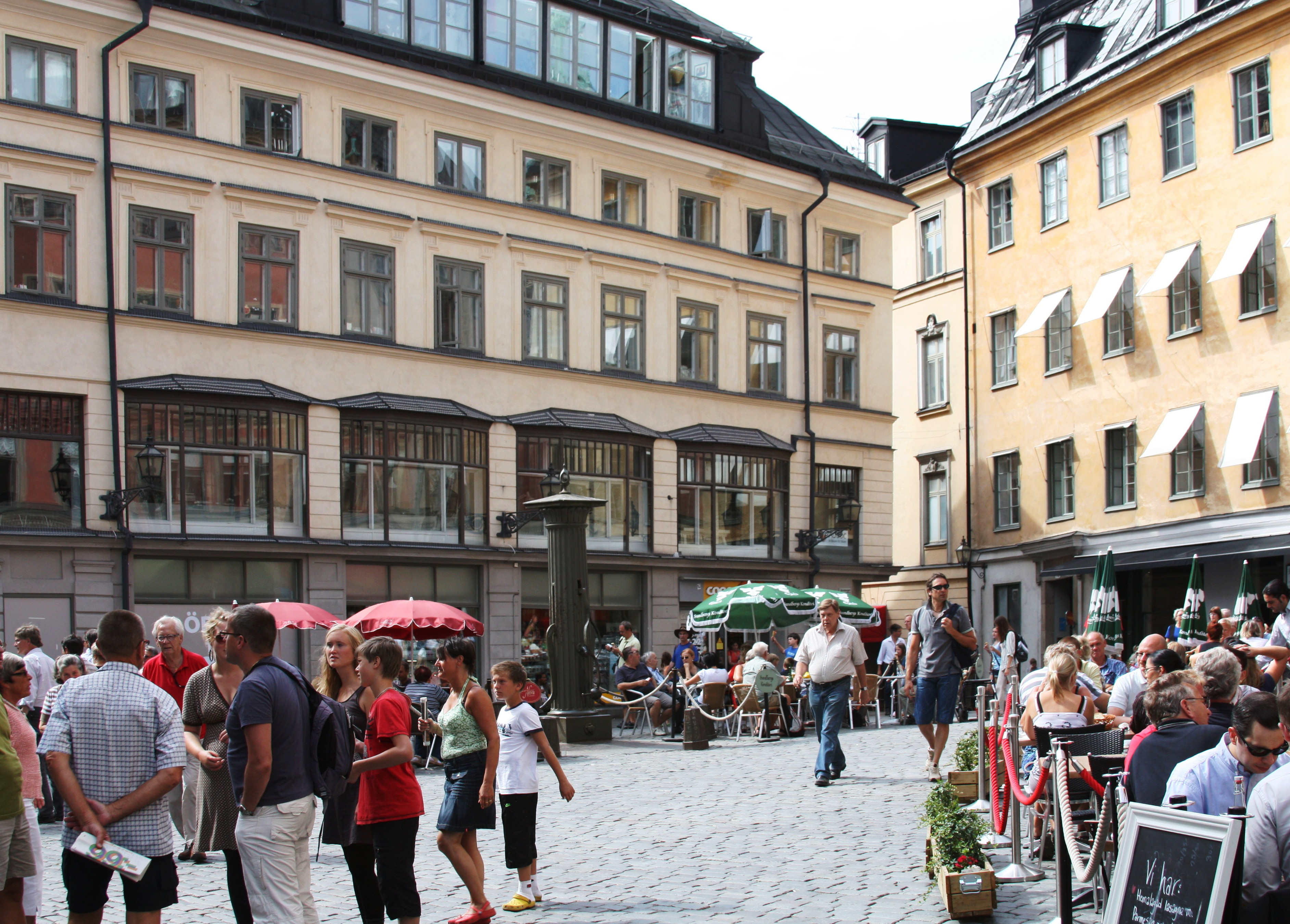
Medusa 4 och Deucalion 2, 2009
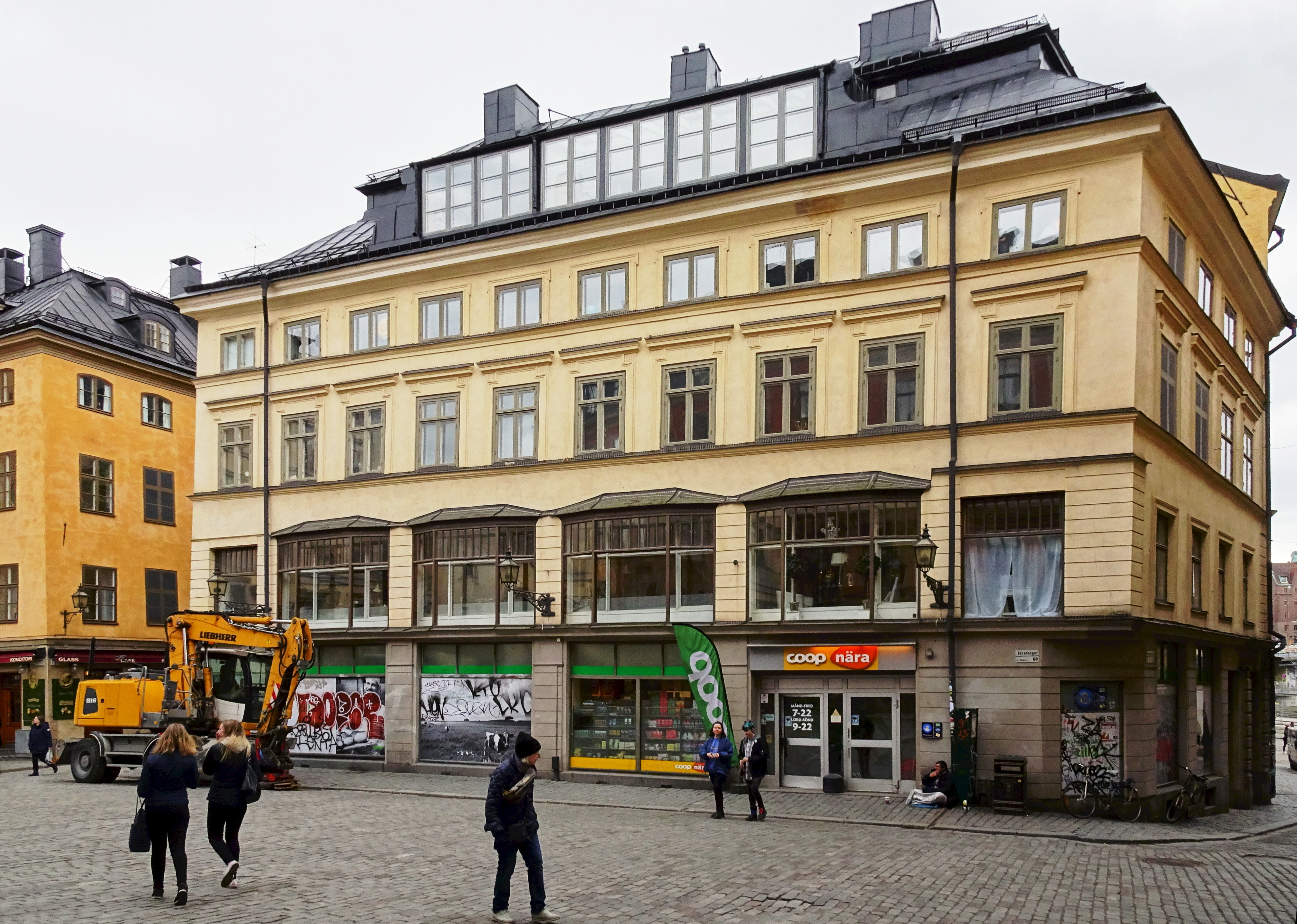
Medusa 4, 2016